# Гийом V дю Бек-Креспен
Гийом V дю Бек-Креспен (фр. Guillaume V du Bec-Crespin; ок. 1245/1246? — после 1283) — французский военачальник, маршал Франции.
Сын Гийома IV Креспена и Амиции де Руа.
Сеньор дю Бек-Креспен, Этрапаньи, Данжю, и прочее.
Участвовал в крестоносной экспедиции Людовика IX в Тунис в 1269—1270. Вместе с архиепископом Оша был назначен комиссаром для реформирования бальяжей Амьена, Лилля и Турне. По мнению секретаря Пинара, около 1282 назначен на должность маршала Франции (на место Рауля д'Эстре). Упоминается в этом качестве в постановлении Парижского парламента в День всех святых в 1283 году.
Пинар условно датирует его смерть 1283 годом (в том же году предположительно умер маршал Ферри де Вернёй, новые маршалы упоминаются в 1283 и 1285 годах; Гийом дю Бек-Креспен не упоминается среди участников Арагонского крестового похода).

## Семья
Жена (ок. 1262): Жанна де Мортемер (ум. 1271), баронесса де Варангбек, дама де Ла-Литюмьер и дю Бек де Мортемер, единственная дочь Гийомиа II, сеньора дю Бек де Мортемер, Варангбек и Ла-Литюмьер, коннетабля Нормандии.
Супруги были известны значительными дарениями аббатству Гомерфонтен. Помимо сеньорий, Жанна принесла дому Креспен должность наследственного коннетабля Нормандии, принадлежавшую ее семье. К моменту ее смерти Гийом инициировал процесс, добиваясь возможности в период малолетства своих сыновей пользоваться должностью коннетабля и доходами, которые ей полагались.
Дети:
- барон Гийом VI дю Бек-Креспен (ум. 1330). Жена: Матильда де Бомец, дочь Тибо, сеньора де Бомец, и Маргариты де Вильбеон
- Жан дю Бек-Креспен, сеньор де Данжю. Жена: Жанна Трессон, дама де Тюри